# 山丹马场站
山丹马场站原名军马场站，是兰新客运专线线上的一个火车站，位于中国甘肃省张掖市山丹县大马营镇军马场境内，2014年12月26日开通时为越行站，2021年3月启动改扩建工程，新建了1080平方米的旅客站房、2座客运站台及相关配套设施，将车站改建为客运站，并于8月1日更名为山丹马场站。2021年12月5日，随着D2696次动车组列车的停靠，山丹马场站正式开办客运业务。
此站海拔3,108米，是全世界海拔最高的高鐵站。

## 附近景区
- 中牧公司山丹马场